# تريتس
Treats هي مسرحية درامية رومانسية منكريستوفر هامبتون عام |1975]] حول ثلاثية الحب.

## ملخص المؤامرة
تدور أحداث المسرحية في عام 1974،لندن، في غرفة واحدة في شقة آن. هناك ثلاث شخصيات: آن، وصديقها السابق ديف، وعشيقها باتريك.
(آن) و (باتريك) يجلسان في المنزل ليلة واحدة، يستمعان للموسيقى ويتحدثان، عندما يقتحم (ديف) المنزل.مزاجه العنيف
واضح منذ البداية: فهو يلكم باتريك على أنفه، ثم يرفض الرحيل، حتى مع تهديد آن بأن تستدعي الشرطة.
وسرعان ما اتضح ان آن استغلت رحلة العمل التي قام بها ديف إلى قبرص لتنفصل عنه كما كانت تخطط منذ وقت طويل. الآن زميل من العمل - صديقها الجديد، باتريك - انتقل معها. يرفض ديف قبول الموقف ويطالب بشرح ذلك، ويتنمر على «آن»، ويكون شديد الود مع باتريك. ويبدو أن آن عازمة على عدم الاستماع إليه، وخاصة عندما يترابط الرجلان ضدها. أخبرها ديف أنها سوف تشعر بالملل من قبل باتريك، ويطلب منها أن تتزوجه. إنها ترفض. ديف، ومع ذلك، هو ماكر وماهر بما فيه الكفاية للنجاح: انه يفوز ظهرها وينتقل مرة أخرى في النهاية، وينجح في جعل كل منهما بائسة.

## خلفية
نشأت المسرحية من ترجمة [[هنريك إبسن|Ibsen]بيت الدمية. He noted, however, that in the 1970s there were probably as many women trapped in unsatisfactory relationships with abusive men as in the 1870s, and that Ibsen's play was no longer provocative enough. Treats was an instant box office success at the Royal Court and in the وست اند.